# М. Дж. Роуз
Мелис Шапиро (на английски: Melisse Shapiro) е американска писателка на бестселъри в жанра психологичен и еротичен трилър. Пише под псевдонима М. Дж. Роуз (на английски: M. J. Rose).

## Биография и творчество
Мелис Дж. Шапиро е родена през 1953 г. в Манхатън, Ню Йорк, САЩ. От малка чете много. Завършва с бакалавърска степен по графичен дизайн в Сиракузкия университет. След дипломирането си работи в областта на рекламата, служейки като творчески директор на рекламната агенция „Розенфелд Сируиц и Лоусън“. Нейна работа има в Музея за модерно изкуство на Ню Йорк.
През 1998 г., след като издатели отхвърлят ръкописа ѝ поради различните жанрове в него, създава свой сайт, на който публикува първата си книга, психотрилъра „Lip Service“ от бъдещата поредица „Институт Бътърфийлд“. След 6 месеца от него са закупени 2500 броя в цифров и книжен формат, и романът предизвиква интереса на издателите. Главната героиня д-р Морган Сноу е успяла психоложка, секстерапевт и журналист, но това и донася и много проблеми от страна на опасни и перверзни личности.
Следват самостоятелните ѝ трилъри „In Fidelity“, „Flesh Tones“ и „Sheet Music“, които я утвърждават като име в криминалния жанр.
През 2007 г. е издаден романът ѝ „The Reincarnationist“ от едноименната поредица. Фотожурналистът Джош Райдър преживява терористичен атентат и започва да вижда минали събития, които го довеждат до археоложката проф. Габриела Чейс, до древна гробница с могъща тайна и убийствени събития. През 2010 г. романа е екранизиран в телевизионния сериал „Предишен живот“ с участието на Кели Гидиш, Ник Бишъп и Ричард Шиф.
Писателката е съпредседател и съучредител на Международната асоциация на писателите на трилъри. Основател е на първата маркетингова компания за писатели – „AuthorBuzz“. На своя сайт поддържа блог наречен „Музея на мистериите“.
Мелис Шапиро живее с композитора и музикант Дъглас Скофийлд в Гринуич, Кънектикът.

## Произведения

### Самостоятелни романи
- In Fidelity (2000)
- Flesh Tones (2002)
- Sheet Music (2003)
- Lying in Bed (2006)

### Серия „Институт Бътърфийлд“ (Butterfield Institute)
- Lip Service (1998) – предистория

1. The Halo Effect (2004)
2. The Delilah Complex (2006)
3. The Venus Fix (2006)

### Серия „Превъплъщение“ (Reincarnationist)
1. The Reincarnationist (2007)
2. The Memorist (2008)
3. The Hypnotist (2010)
4. The Book of Lost Fragrances (2012)
Загадъчни ухания, изд.: „Слънце“, София (2013), прев. Катя Перчинкова
5. Seduction (2013)
6. The Collector of Dying Breaths (2014)

### Серия „Дъщеря на Луната“ (Daughter of La Lune)
1. The Witch of Painted Sorrows (2015)
2. The Secret Language of Stones (2016)
3. The Library of Light and Shadow (2017)

### Новели
- Scared of the Sex Therapist (2006)
- The Laughing Buddha (2015) – с Лиса Гарднър

### Сборници
- In Session (2011) – разкази

### Документалистика
- Secrets of Our Success (1999)
- How to Publish and Promote Online (2001) – с Ангела Адеър-Хой
- What To Do Before Your Book Launch (2012) – с Ранди Сюзън Майърс

### Екранизации
- 2010 Past Life – ТВ сериал, 7 епизода